# اریک کلوز
اریک کلوز (انگلیسی: Eric Close؛ زادهٔ ۲۴ مهٔ ۱۹۶۷) یک هنرپیشه، و بازیگر سینما اهل ایالات متحده آمریکا است.